# Mesmerize
"Mesmerize" é um single do rapper americano Ja Rule. Tem a participação da cantora Ashanti, tendo sido a terceira colaboração vocal entre Ja Rule e Ashanti lançada como single, depois de "Always on Time" (2001) e "Down 4 U" (2002).
A canção foi gravada para o álbum The Last Temptation, tendo sido lançada como o segundo single do mesmo. A canção foi produzida por Irv Gotti.

## Desempenho
| Gráfico (2002–2003)                            | Melhor posição |
| ---------------------------------------------- | -------------- |
| Austrália (ARIA)                               | 5              |
| Canada (Canadian Singles Chart)                | 19             |
| Bélgica (Ultratip Bubbling Under de Flandres)  | 8              |
| Bélgica (Ultratip Bubbling Under da Valônia)   | 6              |
| França (SNEP)                                  | 66             |
| O campo songid é OBRIGATÓRIO PARA PARADA ALEMÃ | 71             |
| Ireland (Irish Singles Chart)                  | 19             |
| Países Baixos (Dutch Top 40)                   | 33             |
| Nova Zelândia (Recorded Music NZ)              | 3              |
| Suíça (Schweizer Hitparade)                    | 79             |
| UK Singles (The Official Charts Company)       | 3              |
| U.S. Billboard Hot 100                         | 2              |
| U.S. Billboard Hot R&B/Hip-Hop Songs           | 5              |
| U.S. Billboard Hot Rap Tracks                  | 2              |
| U.S. Billboard Mainstream Top 40               | 3              |